# П'єрфранко В'янеллі
П'єрфранко В'янеллі (італ. Pierfranco Vianelli, 20 жовтня 1946) — італійський велогонщик.
Олімпійський чемпіон 1968 року в груповій шосейній гонці, бронзовий призер 1968 року в роздільній командній гонці.